# Bruno Marioni
Bruno Marioni né Bruno Giménez (né le 15 juin 1975 à Paraná (Argentine)) est un ancien joueur professionnel de football argentin.

## Biographie
Marioni commence sa carrière aux Newell's Old Boys en 1995 avant de partir au Sporting Clube de Portugal en 1997 où il est connu sous le nom de Bruno Giménez. Après deux saisons au Portugal, Marioni rentre en Argentine à Estudiantes de La Plata (Clausura 1999) puis au Club Atlético Independiente. 
En 2000, il repart en Europe au Villarreal CF pour une saison, et après la Clausura 2001 avec l'Independiente, rejoint le CD Tenerife. Il retourne à l'Independiente à l'Apertura 2003, et part aux Pumas UNAM. Il finit meilleur buteur du championnat avec 16 buts, à égalité avec son compatriote Nestor Silvera. En 2005, Marioni est le goleador de la Copa Sudamericana avec 7 buts. 
Il joue ensuite à Toluca, avec 11 buts lors de sa première saison, et repart en janvier à Boca Juniors. À l'Apertura 2007, il retourne au Mexique au CF Atlas. Il participe à la Copa Libertadores 2008. Marioni rejoint le club mexicain de Pachuca le 15 juin 2008. Après y avoir joué six mois, il retourne dans son ancien club à l'Atlas.
Le 12 novembre 2009, Marioni annonce en conférence de presse qu'il met un terme à sa carrière professionnelle.